# Blasenekstrophie
Die Blasenekstrophie (von altgriechisch ἐκ ek, deutsch ‚nach außen, hinaus‘ und στροφή strophē, deutsch ‚Wendung‘) ist eine seltene angeborene Fehlbildung aus dem sogenannten Blasenekstrophie-Epispadie-Komplex. Sie tritt bei etwa einer von 40.000 bis 50.000 Lebendgeburten auf. Jungen sind ungefähr doppelt so häufig betroffen wie Mädchen.  Die Diagnose schließt ein Spektrum von Fehlbildungen der unteren Bauchwand, der Harnblase, des vorderen Beckenringes und des äußeren Genitals mit ein. Die erste schriftlich niedergelegte Beschreibung der Blasenspalte, erfolgte durch Johannes Schenck von Grafenberg im Jahre 1597.

## Pathogenese
Der Grund für das Ausbilden einer Blasenekstrophie liegt in einer Fehlentwicklung der unteren Bauchwand, was zu einer Ruptur führt, so dass die Harnblase nach außen hin offen liegt. Man kann beide Harnleiteröffnungen erkennen, aus denen ständig Urin tröpfelt.

## Fehlbildungsspektrum
Die typische Manifestation des Blasenekstrophie-Epispadie-Komplexes ist die Blasenekstrophie mit der nach außen hin offenliegenden Harnblase, einer klaffenden Symphyse mit außengedrehtem Gangbild und – bei Jungen – einer Epispadie (Spaltung der Harnröhre entlang des Penisrücken) bzw. – bei Mädchen – einer zweigeteilten Klitoris mit ebenfalls gespaltener Harnröhre.
Darüber hinaus kommen auch isolierte Epispadien sowie sogenannte Kloakenekstrophien – bei der zusätzlich zur Blasenekstrophiesymptomatik der Enddarm mit betroffen ist – vor. Beide Ausprägungen des Blasenekstrophie-Epispadie-Komplexes sind weniger häufig als die Blasenekstrophie selbst.

## Behandlung
Die Behandlung besteht in einer chirurgischen Korrektur des Defektes. Heutzutage wird grundsätzlich versucht, die Harnblase dabei zu verschließen und, wenn nötig, deren Fassungsvermögen zu vergrößern. Wenn dies nicht zum erwarteten Erfolg führt, muss über einen „künstlichen“ Blasenersatz nachgedacht werden, um die Nierenfunktion nicht zu gefährden und eine ausreichende Harnkontinenz zu gewährleisten. Dabei wird ein Harnreservoir zumeist aus einem Stück Darm, welches zuvor vom restlichen Darm abgeteilt wurde, gebildet. Dieses Reservoir kann dann über verschiedene Wege entleert werden. In einem oftmals späteren Eingriff sollte eine kosmetische Korrektur des äußeren Genitals vorgenommen werden.
Ziel jeder Therapie sollte sein, die Nierenfunktion, welche von Geburt an durch die Fehlbildung nicht beeinträchtigt ist, zu erhalten und gleichzeitig eine ausreichende Harnkontrolle und -kontinenz zu gewährleisten. Die Verbesserung der sexuellen Funktionalität spielt ebenfalls eine wichtige Rolle.
Die von Karel Maydl (1853–1903) 1892 eingeführte transtrigonale Ureterosigmoideostomie konnte erstmals die Problematik der Harninkontinenz beheben.

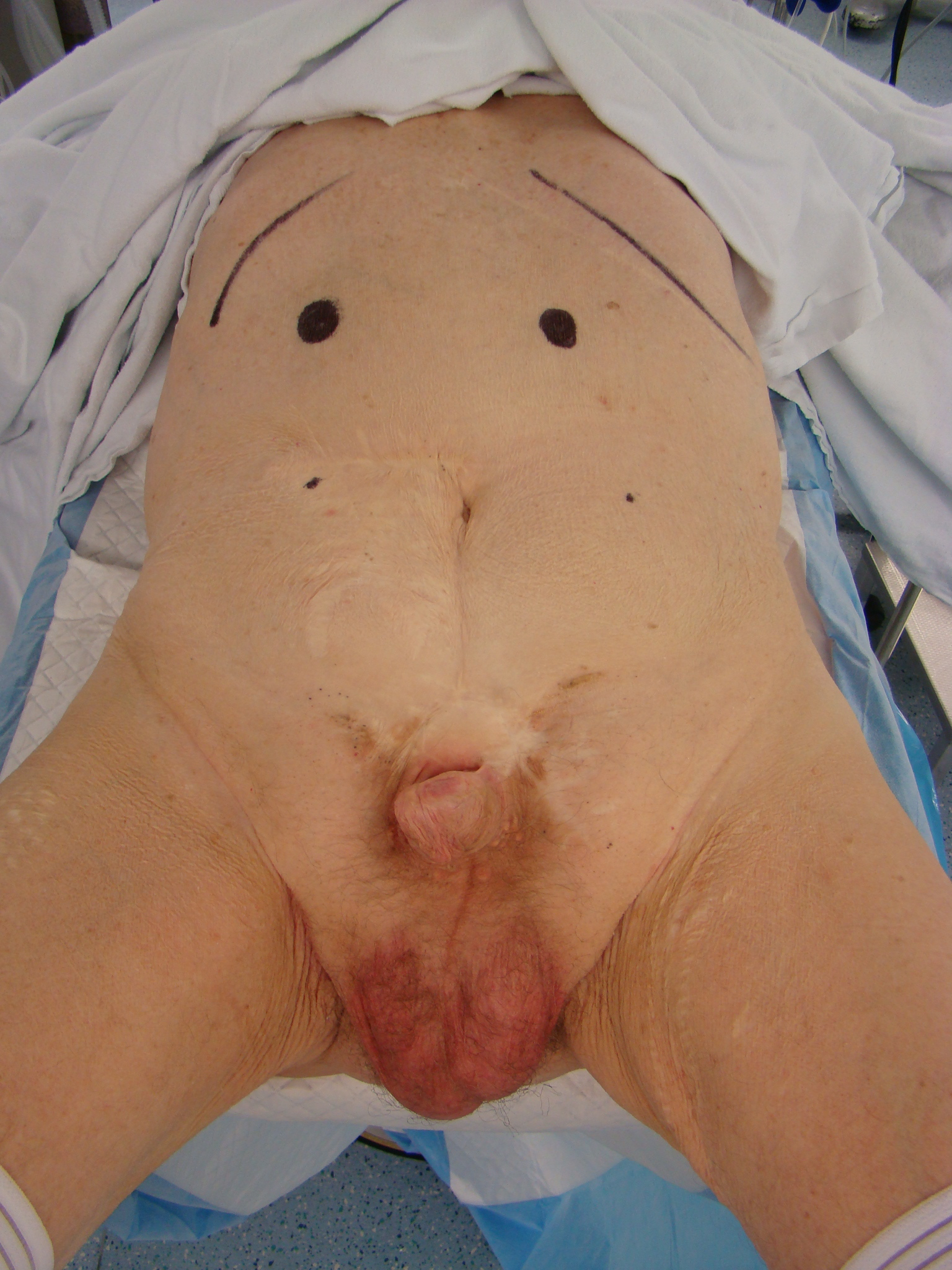
Folgezustand nach Blasenekstrophie und Maydl-OP

## Komplikationen
Die operative Therapie der Harnblasenekstrophie gehört in die Hände von Zentren mit ausreichender Erfahrung des seltenen Krankheitsbildes. Bei nicht erfolgreicher Operation drohen eine lebenslange Inkontinenz, eine fehlende Harnblasenkapazität und sexuelle Dysfunktion.

## Prognose
Auch bei erfolgreicher operativer Behandlung können die Patienten eventuell mit folgenden Langzeitproblemen konfrontiert sein:
- Harninkontinenz
- Harnrückstau in die Niere
- wiederkehrende Entzündungen des Urogenitaltraktes
- sexueller Dysfunktion